# Грапцов
Грапцов (нем. Grapzow) — община в Германии, в земле Мекленбург-Передняя Померания.
Входит в состав района Деммин. Подчиняется управлению Трептовер Толлензевинкель.  Население составляет 410 человек (на 31 декабря 2010 года). Занимает площадь 14,94 км².